# بو بايس
بو بايس (بالإنجليزية: Bo Bice) هو موسيقي وعازف بيانو وعازف قيثارة ومغني أمريكي، ولد في 1 نوفمبر 1975 في هنتسفيل في الولايات المتحدة.

## وصلات خارجية
- الموقع الرسمي
- بو بايس على موقع IMDb (الإنجليزية)
- بو بايس على موقع ميوزك برينز (الإنجليزية)
- بو بايس على موقع إن إن دي بي (الإنجليزية)
- بو بايس على موقع ديسكوغز (الإنجليزية)
- بو بايس على موقع قاعدة بيانات الفيلم (الإنجليزية)